# Malcsiner Péter
Malcsiner Péter (Budapest, 1964. április 16. –) magyar színész, coach.

## Élete és színészi pályafutása
Tanulmányait 1989-ben fejezte be a Színház- és Filmművészeti Főiskola tanulójaként Békés András és Szabó István tanítványaként. Színészi pályafutása során több mint 40 magyar és német filmben, TV-sorozatban szerepelt epizód- vagy főszerepeket alakítva. A német televizióban a SAT1, ZDF, RTL és ARD számos sorozatában volt epizód- vagy sorozatfőszereplő. Legismertebb alakításai a Kurklinik Rosenau (SAT1), a Die Botschafterin (ZDF), a Hallo Onkel Doc (SAT1) és a Peter Strohm (ARD) című sorozatokhoz kötődnek. (A német sorozatokban legtöbbször Maximilian Malcsiner néven szerepelt). 4 éven át alakította a Kisváros című televíziós sorozatban Somorjai Péter bankigazgatót.
A belgrádi filmfesztiválon 1990-ben a legjobb férfiszínész díját nyerte el A halálraítélt című filmben nyújtott alakításáért. Színházi szerepei során az Operaházban Vajda János Mario és varázsló című operájának címszerepét játszotta. Több főszerep- és karakteralakítást nyújtott a Radnóti Színházban, a Várszínházban, a Karinthy Színházban. Közel 100 filmet szinkronizált. Kiemelkedő szinkronszerepe Az elsüllyedt világok című rajzfilmsorozat főszerepe volt. 

### Üzleti tevékenysége
1998-ban a müncheni Mediadesign Akadémián üzleti és multimédia produceri diplomát szerzett. 2000-ben MBA-diplomát is szerzett Londonban. 1998-ban felhagyott a filmezéssel és az üzleti életben kezdett tevékenykedni. Az E-Group Zrt. vezérigazgató-helyettesi pozíciója után az IKO Média vezérigazgatója volt 2015-ig, majd a Magyar Telekom egyik leányvállalatának, az M-Factory Zrt.-nek lett a vezérigazgatója.  
2018-ban az üzleti menedzseri életet felcserélte az üzleti tanácsadói karrierre. Skóciában coachingot és személyiségpszichológiát tanult. Azóta az Innermetrix nevű személyiségfejlesztéssel és diagnosztikával foglalkozó amerikai vállalat európai partnere Magyarországon, Németországban, Svájcban és Ausztriában. Európa szinten elismert szakértője a vezetői gondolkozás és döntéshozatal tudományának. Felsővezetői tréningeket és coachingot tart nemzetközi vállalatok menedzsmentjének. 1994-ben magyarul, majd 1998-ban németül is megjelent a You are more! című vezető- és önfejlesztés témájában írott könyve, mely azóta bestseller lett. 
Állandó key-note előadója különböző vállalati rendezvényeknek és nemzetközi konferenciáknak.
2019-ben mutatta be a Spirit Színház a You are more!- Az élet hat bástyája című önálló coaching és inspirációs előadói estjét.

## Filmográfia
| Műsor                                | Év        | Szerep              |
| ------------------------------------ | --------- | ------------------- |
| Szirmok, virágok, koszorúk           | 1984      | Tarnóczy Miklós     |
| A legényanya                         | 1988      | ?                   |
| A halálraítélt                       | 1989      | Gergó Ferenc        |
| A Vipera                             | 1991      | ?                   |
| Zsötem                               | 1992      | ?                   |
| Vigyázók                             | 1993      | ?                   |
| Ihre Exzellenz, die Botschafterin    | 1994      | Kovács Ferenc       |
| Kurklinik Rosenau (SAT1)             | 1994-1997 | Dr. Harald Cramm    |
| Az én történetem                     | 1995      | István              |
| Szemben a Lánchíd oroszlánja         | 1995      | ?                   |
| Kisváros                             | 1995-1999 | Somorjai Péter      |
| Peter Strohm Der Eisenmann című rész | 1996      | Lew Slowaski        |
| A Kovács Éva story                   | 1996      | Férfi főszerep      |
| Die Wache Bestien című rész          | 1998      | Hundebesitzer Zsolt |

### Szinkronszerepei
| Műsor                                           | Év   | Szerep                | Színész      |
| ----------------------------------------------- | ---- | --------------------- | ------------ |
| Winnetou 2. – Az utolsó renegátok (1. szinkron) | 1964 | Robert Merril hadnagy | Terence Hill |
| Az elsüllyedt világok                           | 1988 | Spartakus             |              |
| Baywatch                                        | 1989 | Craig Pomeroy         |              |
| A terror iskolája (Toy Soldiers)                | 1991 | Luis Cali             |              |
| A fekete özvegy                                 | 2011 | Emanuel               |              |